# Вечерний бульвар (станция скоростного трамвая)
«Вечерний бульвар» (укр. Вечірній бульвар) — станция метротрама в городе Кривой Рог. Открыта 26 декабря 1986 года. Принимает маршруты 1М 2М
3М 4М. Станция носит современное название с 23 апреля 2016 года и была переименована согласно закону о декоммунизации.

## Описание
Сооружена по спецпроекту: подземная колонная станция с береговыми платформами и одним рядом колонн, расположенных между путями. Колонны облицованы коричневым мрамором, стены глазурованной плиткой. Наземный вестибюль имеет круглую форму. Он расположен на углу улиц Павла Глазового, Космонавтов и парка-аллеи, которая направляется к улице Владимира Великого — одного из звеньев магистрали, следующего через весь город.
Станция расположена практически в центре микрорайона Кирова — жилого массива 1970-х, 1980-х годов застройки. Согласно первоначальному проекту, вдоль улиц Павла Глазового и Космонавтов линия скоростного трамвая должна была проходить на поверхности; станция также должна была быть наземной. Это разделило бы микрорайон пополам. Поэтому на этом участке (протяженностью 2,3 км) метротрам пустили под землю. Линия оставила на поверхности широкую техническую полосу, но создание барьера удалось избежать.

## Галерея
- Вид в сторону «Городской больницы»
- Станция